# ابزار مالی
ابزار مالی (به انگلیسی: financial instrument)

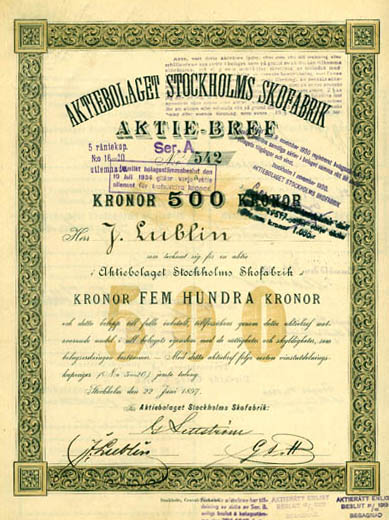
ابزار مالی

به هر نوع دارایی قابل معامله، اعم از پول نقد، ملک، سند رسمی یا قانونی مانند برگه سهام، اوراق بهادار و اوراق قرضه که ارزش مبادله‌ای داشته باشند، اطلاق می‌گردد.
بر پایه طبقه‌بندی استانداردهای گزارشگری مالی بین‌المللی، ابزارهای مالی به ۲ گروه اصلی تقسیم می‌شوند: ابزارهای نقد و ابزارهای مشتقه. همچنین برای پوشش نیازهایی که به طور روزافزون پیچیده‌تر و متنوع‌تر می‌شوند، پیوسته ابزارهای مالی جدید، در قالب ابزارهای مشتقه و ترکیبی، توسط موسسات مالی ایجاد می‌شود و مورد استفاده قرار می‌گیرند.

## ابزارهای سرمایه ای چیست؟
ابزارهای سرمایه ای، نشان‌دهنده مالکیت یا بخشی از مالکیت در یک شرکت هستند. این ابزارها به شرکت‌ها امکان می‌دهند سرمایه مورد نیاز خود را از طریق فروش سهام تامین کنند. سرمایه‌گذاران با خرید این ابزارها می‌توانند از سود کسب‌وکار بهره‌مند شوند و در تصمیمات شرکت نقش داشته باشند. در بازار بورس ایران، ابزارهای سرمایه‌ای به‌طور گسترده شامل سهام عادی و سهام ممتاز هستند.

### ویژگی‌های کلیدی ابزارهای سرمایه ای
- مالکیت: خریدار به عنوان سهامدار شناخته می‌شود.
- حق رای: سرمایه‌گذاران در تصمیم‌گیری‌های کلیدی شرکت نقش دارند.
- بازده متغیر: سود این ابزارها به عملکرد شرکت وابسته است.[۱۲]

## ابزارهای ترکیبی چیست؟
ابزارهای ترکیبی، ابزارهای مالی هستند که ویژگی‌های ابزارهای بدهی (مانند اوراق قرضه) و ابزارهای سهام (مانند سهام عادی) را به‌صورت همزمان در خود ترکیب می‌کنند. این ابزارها به‌گونه‌ای طراحی شده‌اند که سرمایه‌گذار و صادرکننده بتوانند از مزایای هر دو نوع ابزار بهره‌مند شوند.

### ویژگی‌های کلیدی ابزارهای ترکیبی
- انعطاف‌پذیری: این ابزارها قابلیت تنظیم بر اساس نیازهای خاص سرمایه‌گذاران و شرکت‌ها را دارند.
- بازدهی متنوع: سرمایه‌گذاران می‌توانند از بازدهی ثابت یا متغیر بهره‌مند شوند. این ویژگی به آن‌ها کمک می‌کند تا بر اساس شرایط بازار، بازدهی مناسبی دریافت کنند.
- ریسک متعادل: ابزارهای ترکیبی معمولا سطح ریسک کمتری نسبت به ابزارهای صرفا بدهی یا سهام دارند. این ویژگی به سرمایه‌گذاران کمک می‌کند که با کمترین ریسک ممکن، بازدهی مناسبی کسب کنند.
- قابلیت تبدیل: یکی از ویژگی‌های جذاب ابزارهای ترکیبی، امکان تبدیل آن‌ها به سایر ابزارهای مالی است. این قابلیت به سرمایه‌گذاران انعطاف بیشتری در مدیریت دارایی‌های خود می‌دهد.[۱۳]